# Hautecour, Jura
Hautecour là một xã trong vùng hành chính Franche-Comté, thuộc tỉnh Jura, quận Lons-le-Saunier, tổng Clairvaux-les-Lacs. Tọa độ địa lý của xã là 46° 34' vĩ độ bắc, 05° 45' kinh độ đông. Hautecour nằm trên độ cao trung bình là 625 mét trên mực nước biển, có điểm thấp nhất là 570 mét và điểm cao nhất là 779 mét. Xã có diện tích 5.19 km², dân số vào thời điểm 1999 là 180 người; mật độ dân số là 35 người/km².

## Thông tin nhân khẩu
| 1962 | 1968 | 1975 | 1982 | 1990 | 1999 |
| ---- | ---- | ---- | ---- | ---- | ---- |
| 49   | 54   | 106  | 160  | 153  | 180  |